# Il Duca
Il Duca (The Duke) è un film del 1999, diretto da Philip Spink.

## Trama
Un duca inglese, in punto di morte, lascia in eredità il suo titolo e tutte le sue ingenti proprietà al suo devotissimo cane, Hubert. Il duca infatti, conoscendo la profonda avidità dei nipoti preferisce affidarsi al suo povero e fedele cane. Hubert prende molto sul serio il ruolo che gli viene affidato. Organizza numerose feste e ricevimenti invitando anche la regina. Esso viene rispettato e accudito da tutti nel palazzo e da tutti gli abitanti della contea. I nipoti dell'estinto fanno però di tutto per accaparrarsi il titolo e la cospicua eredità. Essi tuttavia non riescono nel loro intento, infatti, Hubert aiutato da una ragazza della corte e dalla cagnetta innamorata riesce a sistemare tutto.